# Yponomeuta myriosema
Yponomeuta myriosema là một loài bướm đêm thuộc họ Yponomeutidae. Nó được tìm thấy ở Úc.